# سالاسكو
سالاسكو هي بلدية في مقاطعة فرشيلي التابعة لإقليم بييمونتي الإيطالي، تقع على بعد حوالي 50 كيلومتر (31 ميل) إلى الشمال الشرقي من مدينة تورينو و12 كيلومتر (7.5 ميل) إلى الغرب من فرشيلي. في 31 كانون الأول / ديسمبر 2004 كان عدد سكانها 240 نسمة، وتبلغ مساحتها 12.1 كيلومتر مربع (4.7 ميل2).
بلدية سالاسكو تحتوي على فراتسيوني (تقسيمات فرعية للقرى والنجوع).
تقع سالاسكو على حدود البلديات التالية: كروفا، لينانا، سالي فيرسيلسي، سان جرمانو فيرسيلسي، فيرتشيلي.
كانت سالاسكو ولينانا موقعا لتصوير فيلم الأرز المر، 1949 واقعية إيطالية جديدة الفيلم من بطولة سيلفانا مانجانو وفيتوريو غاسمان.